# Kościół Nawiedzenia Najświętszej Maryi Panny w Nawojowej
Kościół Nawiedzenia Najświętszej Maryi Panny – rzymskokatolicki kościół parafialny należący do parafii pod tym samym wezwaniem (dekanat Nowy Sącz Wschód diecezji tarnowskiej).
Obecna świątynia została wzniesiona w latach 1894–1898 i ufundowana przez hrabiego Edwarda Stadnickiego i jego małżonkę Helenę. Projektantem budowli był inżynier Władysław Chorąży z Nowego Sącza. Kościół został konsekrowany przez biskupa tarnowskiego Ignacego Łobosa w 1898 roku.
Budowla reprezentuje styl neogotycki, została wzniesiona z cegły z użyciem kamienia i jest otynkowana. Składa się z nawy, transeptu i węższego prezbiterium, zamkniętego trójbocznie, przy którym dobudowane są zakrystia i przedsionek. Z przodu do nawy jest dobudowana kwadratowa wieża, przechodząca w najwyższej kondygnacji w ośmiokąt, nakryta jest ostrosłupowym dachem hełmowym. Świątynia na zewnątrz opięta jest szkarpami. Nawę, transept i prezbiterium nakrywają dachy dwuspadowe, z kolei zakrystia i przedsionek są nakryte dachami pulpitowymi. Nad skrzyżowaniem naw jest umieszczona wieżyczka na sygnaturkę z latarnią. Polichromia wnętrza o motywach ornamentalnych powstała w latach 1930–1931 i jej projektantem jest Karol Polityński, natomiast wykonawcą malarze o nazwisku Iwaniccy.
Ołtarz główny został przebudowany w 1993 roku według projektu inżyniera Popławskiego z Krakowa i częściowo zachował wystrój z 1964 roku. W polu centralnym jest umieszczony włoski obraz Maryi z Dzieciątkiem, w stylu renesansowym, powstały na przełomie XV i XVI wieku, podarowali go Stadniccy. Na zasuwie znajduje się obraz Nawiedzenia Najświętszej Maryi Panny pędzla Franciszka Nanke z 1845 roku. W ołtarzu można zobaczyć również płaskorzeźbione sceny z życia Maryi, pochodzące z dawnego ołtarza z 1964 roku. Tabernakulum w stylu modernistycznym zostało wykonane według projektu Bronisława Chromego. Nad ołtarzem wisi krucyfiks w stylu barokowym oraz wizerunki Aniołów w adoracji. Dwa ołtarze boczne w stylu wczesnobarokowym pochodzą z 2. połowy XVII wieku. W lewym ołtarzu znajdują się rzeźby świętych Stanisława i Grzegorza oraz obrazy Ukrzyżowania powstałe w XVII/XVIII wieku i Chrystusa w Ogrojcu, być może z XVII wieku, przemalowany. W prawym ołtarzu są umieszczone rzeźby świętych Piotra i Pawła oraz obrazy św. Józefa z XVIII stulecia i Zwiastowania z XVII stulecia. Dwa ołtarze boczne w stylu neogotyckim powstały około 1900 roku. Chrzcielnica kamienna w stylu neogotyckim pochodzi z około 1935 roku. Ambona w stylu barokowym została wykonana w 2. połowie XVII wieku i na parapecie jest ozdobiona malowanymi postaciami ewangelistów. Płyta nagrobna Piotra Nawojowskiego (zmarłego w 1593 roku), w stylu renesansowym, została wykonana z czerwonego marmuru i jest ozdobiona płaskorzeźbioną postacią rycerza. Kilka neogotyckich epitafiów rodziny Stadnickich powstało w XIX stuleciu. W krypcie pod świątynią są umieszczone doczesne szczątki rodziny Stadnickich. Organy o 20 głosach wykonane przez firmę Rieger-Jaegerndorf w 1879 roku, zostały przeniesione w 1958 roku z kościoła św. Małgorzaty w Nowym Sączu. Dzwon odlany przez nieznanego ludwisarza pochodzi z 1932 lub 1933 roku.